# Тинејџерска драма
Тинејџерска драма је жанр или тип драмске серије са главним фокусом на тинејџерске ликове. Истакла се 1990их, посебно са популарношћу Fox серије Беверли Хилс, 90210.